# Gräberfeld von Skälby
Das Gräberfeld von Skälby liegt südlich der Straße Ölandsleden in Skälby, bei Kalmar in der Provinz Kalmar län in Schweden. Es besteht aus drei Domarringen (deutsch „Richterringen“) und einem Bautastein.
Der Begriff „Domarring“ ist auf frühere Zeiten zurückzuführen. Man assoziierte die Kreise mit der Rechtsprechung und dachte, dass eine bestimmte ungerade Zahl von Richtern in den Kreisen Urteile sprach.
1. Domarring (Kalmar 10:1) von etwa 11,0 m Durchmesser, aus fünf (ursprünglich sieben?) Steinen. Die Steine sind 1,1 bis 1,45 m h, 0,85 bis 1,2 m breit und 0,5 bis 0,8 m dick.
2. Der Bautastein, (Kalmar 10:2) ist ein etwa 1,15 m hoher, 0,9 m breiter und 0,8 m dicker Menhir. Es steht 10 m südwestlich von Nr. 1 und 12,0 m nördlich der Straße.
3. Domarring (Kalmar 10:3) von etwa 10,0 m Durchmesser, mit sechs (ursprünglich sieben?) Steinen. Die Steine sind 1,2 bis 1,55 m hoch, 0,9 bis 1,3 m breit und 0,6 bis 0,8 m dick.
4. Domarringrest (Kalmar 10:4) von etwa 6,0 m Durchmesser, mit drei erhaltenen 0,95 bis 1,2 m hohen, 1,0 bis 1,2 m breiten und 0,65 bis 0,9 m dicken Steinen.

In unmittelbarer Nähe gibt es schwache unregelmäßige Erhöhungen der Bodenoberfläche mit 0,1 bis 0,3 m großen Steinen. Sie sind möglicherweise natürlich – eventuell aber auch ein Hinweis auf ausgegangene antike Denkmäler. Östlich liegt das Gräberfeld von Brukshagen.